# Rafael Amador
Rafael Amador   (Tlaxcala, 15 de febrer de 1959 - Puebla de Zaragoza, 31 de juliol de 2018) va ser un futbolista mexicà.

## Selecció de Mèxic
Va formar part de l'equip mexicà a la Copa del Món de 1986.